# Powązki militärkyrkogård
Powązki militärkyrkogård (polska: Cmentarz Wojskowy na Powązkach) är en tidigare militär begravningsplats i västra Warszawa, distriktet Żoliborz. Den kallas ibland för Powązki Wojskowe för att undvika sammanblandning med den äldre kyrkogården Powązki, även kallad Stare Powązki ("gamla Powązki").
Begravningsplatsen grundades 1912 som en katolsk kyrkogård, men blev 1918 en statlig begravningsplats. Bland de gravsatta finns många stupade vid Slaget vid Warszawa 1920, invasionen av Polen 1939 och Warszawaupproret 1944.